# Monarcha brehmii
Monarcha brehmii é uma espécie de ave da família Monarchidae.
É endémica da Nova Guiné Ocidental, Indonésia.
Os seus habitats naturais são: florestas subtropicais ou tropicais húmidas de baixa altitude.
Está ameaçada por perda de habitat.